# Винкс (5. сезона)
Пета сезона анимиране телевизијске серије Винкс је имала премијеру 26. августа 2012. на каналу Nickelodeon у Сједињеним Државама и 16. октобра 2012. на каналу Rai 2 у Италији. Представља прву сезону коју је продуцирао канал Nickelodeon. Сезона је имала премијеру 20. новембра 2012. на каналу Happy Kids у Србији и касније се емитовала на каналима Пинк 2, Pink Kids, РТВ 1, Nickelodeon, Dexy TV и стриминг услузи Netflix. Дистрибутер српске синхронизације је предузеће Happy Kids и синхронизацију првих 13 епизода је радио студио Идеограм, док је преосталих 13 епизода синхронизовао студио Happy Kids. Apsolut Velpro и Gold Audio Video објавили су прву епизоду сезоне као DVD додатак уз часопис Фризби. Целу сезону су објавили на шест DVD издања.
Представља прву целу сезону оживљене серије Винкс, након након специјала из 2011. који су резимирале 1—2. сезону оригиналне серије.
У овој сезони, Винкс се суочавају са претњом под водом и мораће да се суоче са новим страшним негативцем, Тритоном. Био је нормалан тритон који је мутирао у моћног демона изазваног загађењем. Његов главни циљ је да постане цар Бесконачног океана. Удружио се са Трикс и вођа, Ајси, се заљубила у њега. Снага Беливикса није довољно јака под водом, тако да Винкс започињу изазовну потрагу како би стекле древну моћ Сиреника и постале океанске виле.

## Радња
У петој сезони, нови негативац је Тритон, принц мора и Лејлин брат од стрица. Тритон постаје љубоморан на свог брата, Нереја, који је одабран да буде нови краљ мора и због тога се удружује са Трикс. Тритон уз помоћ Трикс проналази острво смећа и скупљајући његову моћ, он мутира у страшно чудовиште. То му омогућава да узима моћи Селкија, чувара океанских Капија и тако улази у Бескрајни океан. Како би га Винкс поразиле и ушле у Бескрајни океан, морају добити моћ Сиреникс. Како би добиле Сиреникс, морају пронаћи Књигу Сиреникса и следити задатке које им књига задаје. Винкс добијају нову и привремену трансформацију: Хармоникс. Винкс се повезују са Селкисима и тако им враћају њихове моћи. На крају, Тритон је поражен и заувек је заробљен у Димензији Заборава, а Блум је повратила Дафни њен прави облик — тело. Рокси се уписује у Алфеу.

## Улоге
| Име лика                  | Глумац (Идеограм) (1—13. епизода)  | Глумац (Хепи ТВ) (14—26. епизода) |
| ------------------------- | ---------------------------------- | --------------------------------- |
| Блум                      | Јадранка Пејановић                 | Александра Ширкић                 |
| Стела                     | непознато                          | Софија Јеремић                    |
| Флора                     | непознато                          | Јована Јелић                      |
| Мјуза                     | Владислава Спасић                  | Миомира Драгићевић                |
| Техна                     | Даница Тодоровић                   | Даница Тодоровић                  |
| Лејла                     | Даница Тодоровић                   | Даница Тодоровић                  |
| Рокси                     | непознато                          | нема дијалога                     |
| Скај                      | Владимир Василић (Е1) Зоран Стојић | Ђорђе Симић                       |
| Брендон                   | Ђорђе Симић (E1) непознато         | Владимир Василић                  |
| Ривен                     | непознато                          | Зоран Стојић                      |
| Тими                      | непознато                          | Ђорђе Симић                       |
| Хелија                    | непознато                          | Зоран Стојић                      |
| Рој                       | непознато                          | непознато                         |
| Набу                      | непознато                          | /                                 |
| Ајси                      | Јадранка Пејановић                 | Александра Ширкић                 |
| Дарси                     | Даница Тодоровић                   | Даница Тодоровић                  |
| Сторми                    | непознато                          | Миомира Драгићевић                |
| Тритон                    | непознато                          | Предраг Дамњановић                |
| Дафне                     | Јована Цавнић                      | Софија Јеремић                    |
| Фарагонда                 | Јована Цавнић                      | Јована Јелић                      |
| Гризелда                  | Јадранка Пејановић                 | Миомира Драгићевић                |
| Визгиз                    | непознато                          | Предраг Дамњановић                |
| Паладијум                 | Зоран Стојић                       | Зоран Стојић                      |
| Саладин                   | непознато                          | /                                 |
| Кодаторта                 | /                                  | непознато                         |
| Мајк                      | Зоран Стојић                       | Зоран Стојић                      |
| Ванеса                    | Даница Тодоровић                   | Софија Јеремић                    |
| Орител                    | непознато                          | непознато                         |
| Марион                    | непознато                          | Софија Јеремић                    |
| Радијус                   | /                                  | Зоран Стојић                      |
| Луна                      | /                                  | Александра Ширкић                 |
| Хо-Бо                     | /                                  | Зоран Стојић                      |
| Тередор                   | непознато                          | Мирко Јокић                       |
| Ниобе                     | непознато                          | Миомира Драгићевић                |
| Ерендор                   | /                                  | непознато                         |
| Самара                    | /                                  | непознато                         |
| Дијаспро                  | непознато                          | Јована Цавнић                     |
| Нептун                    | Зоран Стојић                       | Зоран Стојић                      |
| Лигеа                     | Даница Тодоровић                   | Даница Тодоровић                  |
| Треса                     | Јадранка Пејановић                 | Јована Цавнић                     |
| Нереј                     | непознато                          | Предраг Дамјановић                |
| Ракел                     | /                                  | непознато                         |
| Кристал                   | Јована Цавнић                      | Јована Цавнић                     |
| Гаромијус                 | /                                  | непознато                         |
| Криос                     | /                                  | непознато                         |
| Мици                      | Владислава Спасић                  | /                                 |
| Мејси                     | Јована Цавнић                      | /                                 |
| Блумина чуварка Сиреникса | непознато                          | непознато                         |
| Стелина чуварка Сиреникса | непознато                          | Александра Ширкић                 |
| Флорина чуварка Сиреникса | непознато                          | непознато                         |
| Мјузина чуварка Сиреникса | непознато                          | непознато                         |
| Технина чуварка Сиреникса | непознато                          | непознато                         |
| Лејлина чуварка Сиреникса | непознато                          | непознато                         |
| Омнија                    | Даница Тодоровић                   | /                                 |
| Серена                    | непознато                          | непознато                         |
| Илирис                    | Јована Цавнић                      | Јована Цавнић                     |
| Десирји                   | непознато                          | непознато                         |
| Сона                      | Јована Цавнић                      | Јована Цавнић                     |
| Литија                    | непознато                          | непознато                         |
| Леми                      | непознато                          | непознато                         |
| Фила                      | непознато                          | непознато                         |
| Ниса                      | непознато                          | непознато                         |
| Древни Дух природе        | непознато                          | /                                 |
| Давид                     | /                                  | непознато                         |
| Давидова мајка            | /                                  | непознато                         |
| Давидов отац              | /                                  | непознато                         |
| Књига Сиреникса           | Јадранка Пејановић                 | /                                 |

## Списак епизода
| Бр. еп. (укупно) | Бр. еп. (у сезони) | Наслов              | Датум емитовања у Италији | Датум емитовања у Америци |
| ---------------- | ------------------ | ------------------- | ------------------------- | ------------------------- |
| 105              | 1                  | Просута нафта       | 16. октобар 2012.         | 2. септембар 2012.        |
| 106              | 2                  | Избављење Тритона   | 17. октобар 2012.         | 2. септембар 2012.        |
| 107              | 3                  | Повратак у Алфеу    | 18. октобар 2012.         | 16. септембар 2012.       |
| 108              | 4                  | Сиреникс књига      | 19. октобар 2012.         | 23. септембар 2012.       |
| 109              | 5                  | Лило                | 22. октобар 2012.         | 26. септембар 2012.       |
| 110              | 6                  | Моћ Хармоникса      | 23. октобар 2012.         | 7. октобар 2012.          |
| 111              | 7                  | Светлуцаве шкољке   | 24. октобар 2012.         | 14. октобар 2012.         |
| 112              | 8                  | Тајна Рубин гребена | 25. октобар 2012.         | 28. октобар 2012.         |
| 113              | 9                  | Драгуљ саосећања    | 26. октобар 2012.         | 4. новембар 2012.         |
| 114              | 10                 | Магични Божић       | 29. октобар 2012.         | 9. децембар 2012.         |
| 115              | 11                 | Трикови Трикса      | 30. октобар 2012.         | 11. новембар 2012.        |
| 116              | 12                 | Тест храбрости      | 1. новембар 2012.         | 18. новембар 2012.        |
| 117              | 13                 | Сиреникс            | 2. новембар 2012.         | 25. новембар 2012.        |
| 118              | 14                 | Царев трон          | 8. април 2013.            | 17. фебруар 2013.         |
| 119              | 15                 | Стуб светлости      | 9. април 2013.            | 24. фебруар 2013.         |
| 120              | 16                 | Помрачење           | 10. април 2013.           | 3. март 2013.             |
| 121              | 17                 | Далеки одјеци       | 11. април 2013.           | 10. март 2013.            |
| 122              | 18                 | Прождрљивац         | 12. април 2013.           | 17. март 2013.            |
| 123              | 19                 | Китови који певају  | 15. април 2013.           | 31. март 2013.            |
| 124              | 20                 | Љубавни проблеми    | 16. април 2013.           | 31. јул 2013.             |
| 125              | 21                 | Савршен састанак    | 17. април 2013.           | 7. април 2013.            |
| 126              | 22                 | Слушај своје срце   | 18. април 2013.           | 5. мај 2013.              |
| 127              | 23                 | Лов на Политеу      | 19. април 2013.           | 12. мај 2013.             |
| 128              | 24                 | Дах океана          | 22. април 2013.           | 8. септембар 2013.        |
| 129              | 25                 | Епски лет           | 23. април 2013.           | 15. септембар 2013.       |
| 130              | 26                 | Тритонов крај       | 24. април 2013.           | 22. септембар 2013.       |